# Hugh Mitchell
Hugh Mitchell (Great Falls, 1907. március 22. – Seattle, 1996. június 10.) az Amerikai Egyesült Államok szenátora (Washington, 1945–1946).